# Bisbat de Maillezais
El bisbat de Maillezais (llatí: Dioecesis Malleacensis), al nord-oest de França, va ser erigit el 1317 pel papa Joan XXII i va deixar d'existir el 1648 quan es va incorporar a la nova diòcesi de La Rochelle. La ciutat de Maillezais es troba actualment al departament de Vendée, i la major part del territori de l'antiga diòcesi pertany a la diòcesi de Luçon. Va ser restablerta com a seu titular el 2009.

## Història

### L'abadia de Maillezais

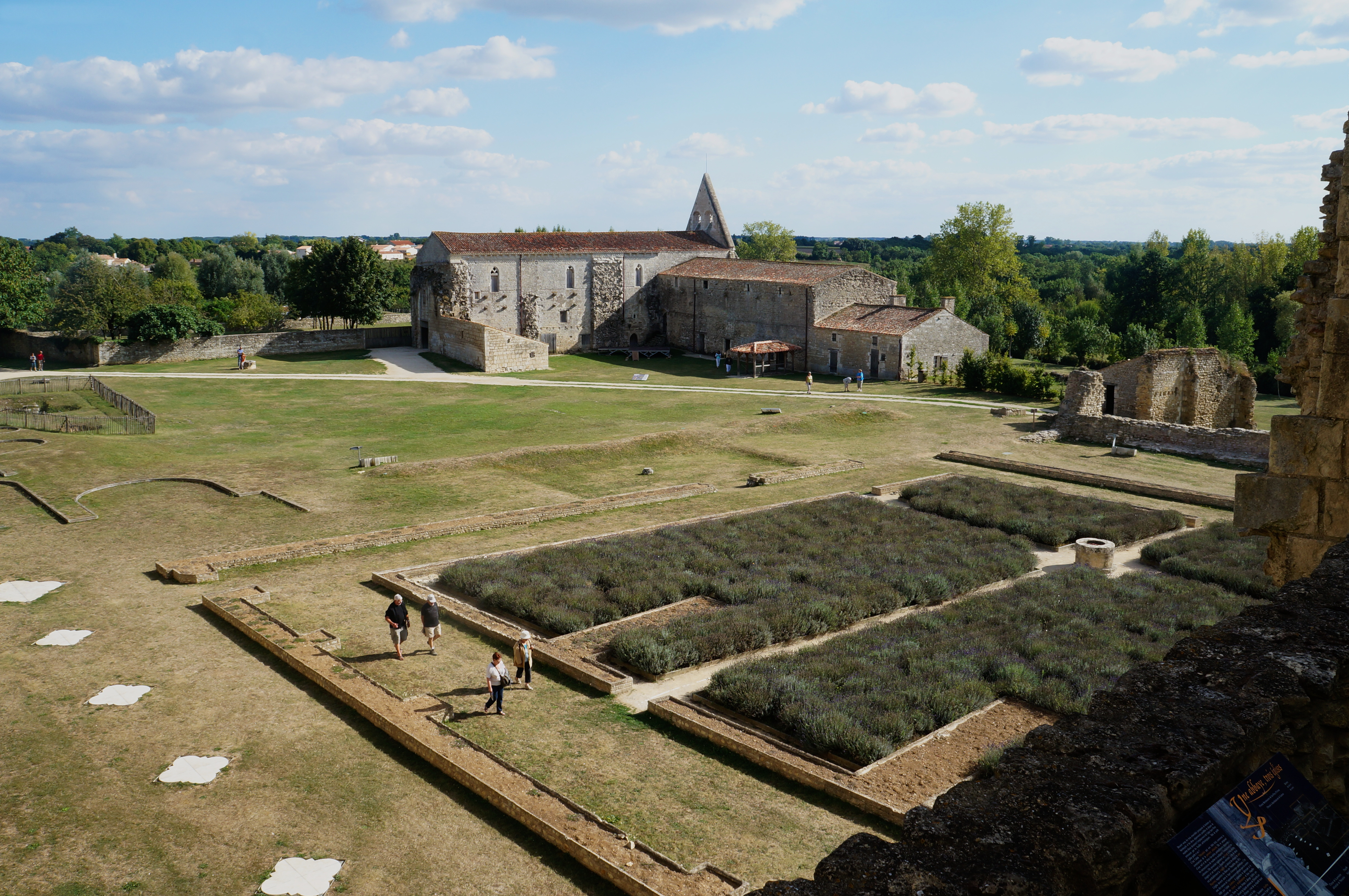
Vista de les runes de la catedral des de la torre sud del transept

El monestir benedictí de Maillezais va ser fundat cap a l'any 989 per Gauzbert, abat de St-Julien de Tours, a petició de Guillem IV, duc d'Aquitània, i la seva esposa Emma.
El setè abat de Maillezais, l'abat Pierre (vers l'any 1100), que va seguir a Richard Cor de Lleó fins a la Tercera Croada, va compondre un llibre sobre la fundació del monestir de Maillezais, va afirmar ser un amant de Ciceró. També va escriure una epístola preliminar per a la Historia Hierosolymitana de l'arquebisbe Baldric de Dol. També cal esmentar el Chronicon Malleacense.
El 13 de maig de 1197, per una butlla solemne Officii nostri, subscrita per divuit cardenals, el papa Climent III va prendre el monestir de Maillezais sota protecció papal, enumerant totes les seves dependències i propietats. També va confirmar la dependència del monestir del bisbe de Poitiers per a les funcions episcopals, com ara la consagració d'altars, la prestació del sant crisma i la consagració de monjos i clergues. A principis del segle xvii, l'abadia de Maillezais posseïa priorats i esglésies a les diòcesis de Saintes, Luçon, Nantes, Poitiers i Bordeus, a més de les seves propietats a Maillezais.
Un monjo anònim de Saint Pierre de Maillezais va escriure una obra històrica titulada De monsterii Malleacensis devastatione facta a Gaufredo de Leziniaco, vers 1332. Geoffroy de Leziniac (Luzignan) "la Grand' Dent" era el nebot de Guiu de Lusignan, que esdevingué rei de Jerusalem (1186–1192), i nebot d'Aimeric, que fou el successor de Guiu (1197–1205). Geoffroy la Grand' Dent es va veure obligat a demanar l'absolució per les seves malifetes contra l'abadia de Maillezais del papa Gregori IX a Spoleto el 1232.
François Rabelais, que havia començat una carrera religiosa com a franciscà a Fontenay-le-Comte, esdevingué, el 1524, amb el permís especial del papa Climent VII, monjo benedictí al monestir de Maillezais. Es va fer amic de Geoffroy d'Estissac (1518–43), bisbe de Maillezais. Va marxar abans de 1530, però, quan era a la Universitat de Montpeller, estudiant medicina; el 1532 estava a la Universitat de Poitiers, estudiant dret. El 15 de juliol de 1532, François Rabelais, MD, va escriure al clarissimo doctissimoque bisbe d'Estissac, sobre la seva intenció de dedicar el seu comentari sobre Hipòcrates i Galè al bisbe.

### Creació de la diòcesi de Maillezais
L'any 1317, el papa Joan XXII es va dedicar a una important reestructuració de l'organització episcopal del sud i l'oest de França, tant en territori governat pel rei de França com en territori governat pel rei d'Anglaterra. El 13 d'agost de 1317, a la butlla Sane Considerantes, va dividir la diòcesi de Poitiers, creant les noves diòcesis de Luçon i Maillezais, i erigint l'església del monestir de Maillezais en una catedral. La seva raó declarada era la gran mida de la diòcesi de Poitiers i la seva gran població, fet que dificultava que només un bisbe pogués oferir tots els serveis espirituals necessaris. L'abat de Maillezais de l'època, Geoffroy de Pommereuil (Gaufredus Povereau), esdevingué el primer bisbe, i els monjos esdevingueren els canonges de la catedral. El bisbe Geoffroy va ser consagrat a Avinyó el 29 de novembre de 1317 pel bisbe d'Òstia, Berengarius Fredoli. Els successors de Geoffroy eren tant bisbe com abat, i per ocupar-se dels afers del monestir, un prior claustral i un sotsprior van ser nomenats per l'abat-bisbe. També hi havia un Rector, un Almoiner, un Sagristà, un Infermer i un 'Aquaticus Vargerio'. La comunitat monàstica seguia la Regla de Sant Benet . L'any 1648, quan la seu del bisbe va ser traslladada a la nova diòcesi de La Rochelle, el Capítol va ser secularitzat (ja no estava format pels monjos de l'Abadia de Maillezais) i també es va traslladar a La Rochelle.

Control hugonot (violeta) i influència (violeta),

El 1585 la ciutat de Maillezais va ser presa per Enric de Navarra. El 20 de novembre de 1586 les dues companyies de soldats que guarnien Maillezais van ser preses per sorpresa per les tropes de Caterina de Medicis. El comandant d'una d'elles va ser mort i l'altre va perdre un ull. Es van rendir al marquès de Levardan i al capità Saint-Pompoint, que després es va convertir en governador de Maillezais. Però l'any següent, al juny, Enric de Navarra va reprendre Maillezais, defensat només per un monjo i alguns locals, va ordenar que la ciutat fos fortificada, i després va tornar a La Rochelle. Les forces de Caterina van tornar a atacar des de Niort i van expulsar les companyies hugonotes. Però els protestants van tornar i van saquejar l'abadia de Maillezais en represàlia, danyant la catedral.
El 1588 el duc de Joyeuse i l'exèrcit catòlic van assetjar Maillezais i van forçar la rendició de la guarnició hugonota, però els darrers dies de desembre, les forces hugonotes dirigides per Théodore-Agrippa d'Aubigné van recuperar la ciutat. D'Aubigné es va instal·lar al palau episcopal. Quan el cardenal de Borbó, que va ser saludat per la Lliga com a rei Carles X, va ser capturat per les forces del nou rei Enric IV, va ser traslladat de Chinon per a una major seguretat i va passar un temps a Maillezais, fins que va ser traslladat a Fontenay-le-Comte, on va morir el 9 de maig de 1590.
D'aubigné quedà com a governador de Maillezis, des d'on continuà la campanya amb Enric de Navarra, i estava amb ell el dia que Enric III va ser assassinat. Després de convertir-se en rei de França, d'Aubigné visitava freqüentment la Cort. Va ser comprat de l'oficina de governador de Maillezais pel duc de Rohan, i el 24 de maig de 1621, Maillezais va tornar a la possessió del rei Lluís XIII. La seva població, després de més de trenta anys d'ocupació hugonota, s'havia convertit majoritàriament en protestant.
Durant la guerra entre el rei Lluís XIII i els hugonots , culminant amb el setge de La Rochelle (1627-1628), la catedral va ser destruïda. El cardenal Richelieu va fer esforços per ajudar el bisbe Henri de Bethune a emprendre la reconstrucció, però el rei Lluís XIII va decidir que la seu de la diòcesi es traslladés a Fontenay-le-Comte. El 26 de setembre de 1629 va emetre un brevet, autoritzant el trasllat de la seu episcopal de Maillezais a Fontenay-le-Comte, així com la secularització del Capítol de Maillezais, i permetent que la petició es fes formalment al Papat. El 14 de gener de 1631 el papa Urbà VIII, amb l'objectiu d'una lluita més activa contra el protestantisme, va emetre butlles que haurien traslladat la residència del bisbe de Maillezais a Fontenay-le-Comte. Però, com va assenyalar el papa Innocenci X a la seva butlla, el trasllat mai es va fer efectiu, tenint en compte que Fontenay era molt més petit del que s'havia retratat, i no s'ajustava a la dignitat d'una seu episcopal. El 4 de maig de 1648 la seu de Maillezais va ser de fet suprimida pel papa Innocenci X a la butlla In supereminenti, i confirmada per cartes patents del rei Lluís XIV.

### Annexió de Maillezais a la nova diòcesi de La Rochelle
El territori de Maillezais va ser annexat, juntament amb la petita província d'Aunis i l'illa de Ré, ambdues separades de la diòcesi de Saintes per formar la diòcesi de La Rochelle. La butlla d'Innocenci X assignava la nova diòcesi de La Rochelle a la metropolitana de Bordeus. El Capítol de la catedral de Saintes, que perdia una sèrie de parròquies i beneficis al territori que s'annexionava a la nova diòcesi de La Rochelle, protestà i inicià unes negociacions que no es conclogueren fins al 15 de maig de 1650. Els benedictins de Saint-Maur també es van afegir a la protesta, acordada després d'un memorial el 1653. També es va oposar al registre de la butlla del papa Innocenci X de diversos priors de les abadies que depenien de l'Abadia de Maillezais, i van mantenir amb èxit els assumptes legals fins que finalment, davant la seva oposició, el Parlament de París va registrar la butlla el 7 de març de 1665.
El 16 de novembre de 1666, el bisbe de Poitiers, com a comissari de la Santa Seu, va llegir la butlla de secularització, que posava fi a la història de la diòcesi i de l'abadia de Maillezais. Uns quants monjos van demanar i van rebre permís per romandre al recinte de l'abadia durant la resta de les seves vides.

## Cronologia episcopal
- Gaufredus Povereau, O.S.B. (13 d'agost de 1317 – 1333)[31]
- Guillelmus Sambuti (1333 – vers 1343)
- Joannes (1343 – vers 1358)
- Guy (20 February 1359 – vers 1380)[32]
- Joannes Roucelli, O.P. (4 de juny de 1380 – 2 de maig de 1382)[33]
- Pierre de Thury (2 de maig de 1382 –juliol de 1385)[34]
- Jean le Masle (1385 – 1420)
- Guillaume de Lucé (16 d'octubre de 1420 – 38)
- Thibaud de Lucé (6 de març de1438-55)[35]
- Louis Rounault
- Jean d'Amboise (31 de juliol de 1475 – 18 de juny de 1481)[36]
- Federico di Sanseverino d'Aragó (5 de novembre de 1481 – 1508)[37]
- Cardenal Pietro Accolti (1511 – 1518)[38]
- Cardenal Philippe de Luxembourg (10–24 de març de 1518) (administrador apostòlic)
- Geoffroy d'Estissac (24 de març de 1518 – )
- Jacques d'Escoubleau (27 de juny de 1543 – )[39]
- Pierre de Pontlevoy (10 de març de 1561 – )[40]
- Henri I d'Escoubleau de Sourdis (16 de juny de 1572 – abril de 1615)[41]
- François d'Escoubleau de Sourdis (Coadjutor) (4 de juliol de 1605 – 1615)[42]
- Henri II de Sourdis d'Escoubleau (1615 – 1629)[43]
- Henri de Bethune (19 de novembre de 1629 – 4 de maig de 1648)[44]

## La diòcesi titular
Per decisió del 9 de febrer de 2009, la Santa Seu va decidir restaurar la seu episcopal de Maillezais, que seria assignada in partibus a un bisbe auxiliar o a un que servís a la Santa Seu.
Això va entrar en vigor l'any 2017 , quan el papa Francesc la va restaurar com a seu titular . Va ser atribuït llavors a Antoine Hérouard, nomenat bisbe auxiliar de Lilla, títol que aquest va conservar fins a11 de febrer de 2022, data en què va ser nomenat arquebisbe de Dijon.

### Bisbes titulars
- Antoine Hérouard (22 de febrer de 2017 - 11 de febrer de 2022 nomenat arquebisbe de Dijon)
- Jean-Pierre Batut, des del 26 de juny de 2023

### Estudis
- Aillery, Eugène. Pouillé de l'Evêché de Luçon (en fr, la).  Fontenay-le-Comte: Imprimerie de Robuchon, 1860, p. 135–201.
- Bertrand, Louis. La vie de Messire Henry de Béthune: archevèque de Bordeaux (1604-1680) (en francès).  Paris: A. Picard, 1902, p. 94–161.
- Bord, Lucien-Jean. Maillezais: histoire d'une abbaye et d'un évêché (en francès).  Paris: Geuthner, 2007. ISBN 978-2-7053-3790-2.
- Brochet, Louis. Maillezais: son histoire, son passé (en francès).  Fontenay-le-Comte: impr. VERS  Claireaux, 1900.
- Du Tems, Hugues. Le clergé de France (en francès). Tome second.  Paris: Delalain, 1774, p. 516–549.
- Jean, Armand. Les évêques et les archevêques de France depuis 1682 jusqu'à 1801 (en francès).  Paris: A. Picard, 1891.
- Lacurie, Joseph-Louis. Histoire de l'abbaye de Maillezais depuis sa fondation jusqu'à nos jours, suivie de pièces justificatives la plupart inédites (en francès).  Fontenay-le-Comte: E. Fillon, 1852.
- Pouillié general, contenant les benefices de l'archeuesche' de Bordeaux. Et des dioceses d'Agen, Condom, Eugoulesme, Luçon, Maillezais, Perigueux, Poictiers, Xaintes, Sarlat. Auecaussi les abbayes, prieurés, doyennez, chapitres, cures, chapelles, ... Le tout selon les memoires pris sur les originaux desdits dioceses & registres du Clergé de France, ainsi qu' ils ont esté ordonnez en l'assemblée de Mante l'an 1641. .. (en francès).  Paris: Gervais Alliot, 1648, p. 157–214.
- Sainte-Marthe, Denis de. Gallia Christiana, In Provincias Ecclesiasticas Distributa (en llatí). Tomus secundus.  Paris: Typographia Regia, 1720, p. 1368–1403.